# Rejon kowelski (1940—2020)
Rejon kowelski – były rejon obwodu wołyńskiego Ukrainy.
Został utworzony w 1939, jego powierzchnia wynosiła 1723 km², a ludność rejonu liczyła ponad 40 000 osób.
Na terenie rejonu znajdowały się jedna miejska rada, dwie osiedlowe rady i 28 silskich rad, obejmujących w sumie 91 miejscowości. Siedzibą władz rejonowych był Kowel.

## Miejscowości rejonu kowelskiego
- Arsenowicze (Арсеновичі)
- Bachów (Бахів)
- Bajkiwci (Байківці)
- Białaszów (Білашів)
- Bielin (Білин)
- Borszcziwka (Борщівка)
- Bożydarówka (Дарівка)
- Brzuchowice (Бруховичі)
- Budyszcze (Будище)
- Byteń (Битень)
- Czeremoszno (Черемошне)
- Czerkasy (Черкаси)
- Dąbrowa[2] (Діброва)
- Dołhonosy (Довгоноси)
- Dorotyszcze (Доротище)
- Drozdnie[3] (Дроздні)
- Dubno (Дубно)
- Dubowa (Дубове)
- Gończy Bród (Гончий Брід)
- Gruszówka (Грушівка)
- Hołoby (Голоби)
- Horodyszcze[4] (Городище)
- Hrydki (Гредьки)
- Hrywiatki (Грив'ятки)
- Hulewicze (Гулівка)
- Huszyn (Гішин)
- Iwanówka (Світле)
- Janówka (Іванівка)
- Jeziorno (Озерне)
- Kalinownik (Калиновник)
- Kalinówka (Калинівка)
- Kaszówka (Кашівка)
- Kołodnica (Колодниця)
- Kołodeżno (Колодяжне)
- Kowel (Ковель)
- Koźlinicze (Козлиничі)
- Krasnoduby (Краснодуб'я)
- Krasnowola (Красноволя)
- Kruhel (Кругель)
- Krzeczewicze (Кричевичі)
- Krzywin (Krywlin, Кривлин)
- Kuchary (Кухарі)
- Lubcze (Любче)
- Lubitów (Любитів)
- Lubliniec (Люблинець)
- Łapnie (Лапні)
- Łomaczanka (Ломачанка)
- Łukówka (Луківка)
- Majdan (Майдан)
- Mały Porsk (Малий Порськ)
- Marianówka (Мар'янівка)
- Mielnica (Мельниця)
- Miryn (Мирин)
- Moszczana (Мощена)
- Myślina (Мислина)
- Nowe Koszary (Нові Кошари)
- Nowy Musor (Новий Мосир)
- Nużel (Нужель)
- Obłapy (Облапи)
- Perkowicze (Перковичі)
- Piaseczno (Пісочне)
- Podlesie (Підліси)
- Podryże (Підріжжя)
- Poginki (Погіньки)
- Popowicze (Поповичі)
- Powórsk (Поворськ)
- Radoszyn (Радошин)
- Rokitnica (Рокитниця)
- Rudka Miryńska (Рудка-Миринська)
- Sielec (Сільце)
- Sitowicze (Ситовичі)
- Skulin (Скулин)
- Sołotwin (Солотвин)
- Stare Koszary (Старі Кошари)
- Stary Musor (Старий Мосир)
- Stebil (Стеблі)
- Szkurat (Шкурат)
- Świdniki (Свидники)
- Tojkut (Тойкут)
- Wielick (Велицьк)
- Wielki Porsk (Великий Порськ)
- Werbka (Вербка)
- Wola (Niesuchojeże, Воля)
- Wola Lubitowska (Воля-Любитівська)
- Wołczeck (Вівчицьк)
- Wołoszki (Волошки)
- Woronna (Ворона)
- Wólka (Воля-Ковельська)
- Uhły[5] (Партизанське)
- Uhły[6] (Угли)
- Uchowieck (Уховецьк)
- Zajaczówka (Заячівка)
- Zarzecze (Заріччя)
- Zielona (Зелена)
- Żmudcza (Жмудче)